# Моментальна засмага
Моментальна засмага (миттєва засмага) — косметична процедура, в процесі якої на тіло людини за допомогою спеціального обладнання наносять тростинний лосьйон, який, взаємодіючи з епідермісом, змушує шкіру «темніти» (засмагати).

## Історія
Молекула дігідроксіацетону (DHA - активний компонент моментальної засмаги) була відкрита в 1950 роках. У 1960 роках з'явилися перші лосьйони для «швидкого засмаги». Свою ж популярність дана послуга почала набувати близько 15 років тому в Північній Америці, Європі та Океанії. У СНД дана послуга виходить на ринок із запізненням. Але як і нарощування нігтів набирає велику популярність. З'являються тематичні сайти про моментальну засмагу і тематичні форуми і співтовариства.

## Технології
Штучна засмага, одержувана без перебування на сонці, наноситься на підготовлену шкіру, виявляється протягом 6-10 годин після нанесення лосьйону і поступово, протягом 7-14 днів, зникає в результаті постійного відлущування клітин рогового шару шкіри. Більшість продуктів для миттєвої засмаги створені на основі дігідроксіацетону (DHA), - речовини, отриманої з тростини (від чого назва - тростинна засмага). Лосьйони відрізняються концентрацією DHA від 5% до 16% .В склад таких продуктів може входити і інша речовина - ерітрулоза - цукор, за хімічним складом близький до DHA, чия дія сприяє більш рівномірному і природному фарбуванню, а також зволоженню шкіри. Такі продукти часто містять активні речовини, які мають терапевтичну або очищувальну дію.

## Переваги та недоліки
Переваги
Тримається ефект засмаги від 7 до 14 днів. У рідкісних випадках засмага може триматися до 3 тижнів. Єдиний спосіб бути засмаглими для людей яким протипоказано перебувати на сонці. Не має протипоказань.
Недоліки
Активний спосіб життя, відвідування саун, басейнів і купання в солоній воді знижує тривалість моментальної засмаги до 6-7 днів. У перші 6-10 годин шкіра може бруднитися. Деякі лосьйони мають запах «горілого».